# Apostolisches Vikariat Bontoc-Lagawe
Das Apostolische Vikariat Bontoc-Lagawe (lat.: Apostolicus Vicariatus Bontocensis-Lagavensis) ist ein in den Philippinen gelegenes römisch-katholisches Apostolisches Vikariat mit Sitz in Bontoc. Es umfasst die Provinzen Ifugao und Mountain.

## Geschichte
Papst Johannes Paul II. gründete am 6. Juli 1992 das Apostolische Vikariat Bontoc-Lagawe aus Gebietsabtretungen der Apostolischen Vikariates Mountain Provinces (Montagnosa).

## Apostolische Vikare von Bontoc-Lagawe
- Brigido A. Galasgas (1992–1995)
- Francisco Claver SJ (1995–2004)
- Cornelio Galleo Wigwigan (2004–2005)
- Rodolfo Fontiveros Beltran (2006–2012)
- Valentin Cabbigat Dimoc (seit 2015)